# Подполье ОУН в Мариуполе
Подполье ОУН в Мариуполе — нелегальные группы ОУН, действовавшие в Мариуполе с 1941 по 1943 и в 1949 годах. Общее число подпольщиков было незначительным и их деятельность в основном была нацелена на попытки развернуть массовое движение сопротивления как немецкой оккупационной, так и советской власти.:133

## Военные годы
В сентябре 1941 года третья походная группа ОУН добралась до Днепропетровска и приступила к формированию краевого руководства УПА. Один рой под командованием В. Болгарского-Булавского (укр. Булавський Василь Тихонович) был выделен для работы в Сталинской области. :23 В ноябре 1941 года трое оуновцев были направлены для проведения организационной работы по маршруту Бердянск-Мариуполь-Пологи-Орехов. Также с оккупационными войсками в Мариуполь прибыли националистические деятели-эмигранты, обычно работавшие переводчиками в немецкой армии. :39 Кадровые члены ОУН как правило вербовали одного-двух человек, которым поручали вести дальнейшую работу по созданию подпольной сети. :38
Группа Болгарского-Булавского смогла проработать только четыре месяца, но успела организовать подпольные группы в Горловке, Константиновке, Волновахе и Мариуполе. Уже в феврале 1942 года все 12 членов роя были арестованы и высланы из области.
К этому времени мариупольская организация была одной из крупнейших в Донецкой области и насчитывала около 300 человек. Её организаторами стали Николай Михайлович Стасюк (бывший член Центральной Рады, главный редактор «Мариупольской газеты»), Андрей Владимирович Авраменко (руководитель мариупольской «Просвиты») и Яков Иванович Жежура (администратор «Мариупольской газеты» и директор типографии). :217-218 Активное участие в подполье принимали связные между Мариупольской организацией и областным руководством ОУН, находившиеся на нелегальном положении: «Тимош» (кадровый ОУНовец с Волыни) и Фёдор Личман (бывший студент Днепропетровского университета). :34, Фёдор Грицев (дрогобычанин, прибывший в Мариуполь официально в качестве переводчика немецкого отдела штафль-пропаганды, заведовал радиотехникой подполья), а также Степан Держко (руководил подпольной националистической организацией, ведущей антинемецкую агитацию, пока вместе с группой молодых рабочих и интеллигентов не попал в руки гестапо, погиб от побоев) :169-170.  
По сведениям участников организации, в Мариуполе было не менее 4 явочных квартир (в краеведческом музее, помещении жилищного управления городской управы, в магазине Синицина, у начальника шуцполиции Степаненко) :28-29 Кроме связной линии с областным руководством, также действовал связной маршрут «Запорожье — Мариуполь» (Запорожье — Василевский — Велико-Токмацкий (Токмацкий район) — Андреевский (Бердянский район) — Мариуполь).:141
В июне 1942 года ОУН создала в Мариуполе общество Просвита, которое действовало легально до июня 1943 года и было одним из крупнейших в Донецкой области — 150 человек. Данная организация использовалась как для развития украинской культуры, так и для прикрытия расширения влияния ОУН на востоке Украины. Просвита организовала работу секций (языково-литературной, драматической, женской, украинской матери) и кружков (истории Украины, хорового, бандуры, драматического, танцевального, немецкого языка). Когда немецкие оккупанты выявили связь Просвиты с ОУН, то запретили её деятельность. :45:90, 94
В своей пропагандистской деятельности оуновское подполье широко использовало местную прессу. Редактором «Мариупольской газеты» стал Стасюк, в ней работали представитель центрального проводу ОУН Нофенко и член ОУН Фененко. В газете печатались статьи об истории Украины, коммунистическом терроре, голоде 1932—1933 годов. :48 :218
Раскрыто подполье было силами украинской вспомогательной криминальной службы и провокатора О. Вальчика. Репрессиям подверглись подпольные группы как ОУН(б), так и ОУН(м). Аресты проводились в конце 1942 года и в июне 1943 года. Часть подпольщиков смогла бежать в суматохе, возникшей из-за наступления 4-го гвардейского корпуса Советской Армии, часть была расстреляна, часть — отпущена, некоторые осуждены на срок 4 месяца, Жижура был убит при попытке к бегству, Личман погиб в концлагере Бухенвальд. :69-79 :220

## Послевоенные годы
В 1949 году ОУН организовала новую попытку распространить своё влияние на восток Украины. В результате был создан ряд новых подпольных групп, в том числе и в Мариуполе, на заводе «Азовсталь». Это была организация «ОУН — свобода труда», раскрытая органами государственной безопасности. Организатором её был Виталий Иванович Середюк, ученик ФЗУ № 113. В группу входило 15 человек (все, кроме руководителя — рабочие; двое — уроженцы Тернопольской области, восемь — Киевской, по одному — Полтавской и Донецкой, место рождения трёх членов организации неизвестно). Организация имела статут, герб, членские билеты и казначея. Анализ документов показал, что её руководитель, и, возможно, ещё ряд членов, были знакомы с послевоенными материалами ОУН, в том числе и с социальной программой, принятой на III Чрезвычайном Великом съезде ОУН (б). :103-106